# Старая ратуша (Порвоо)

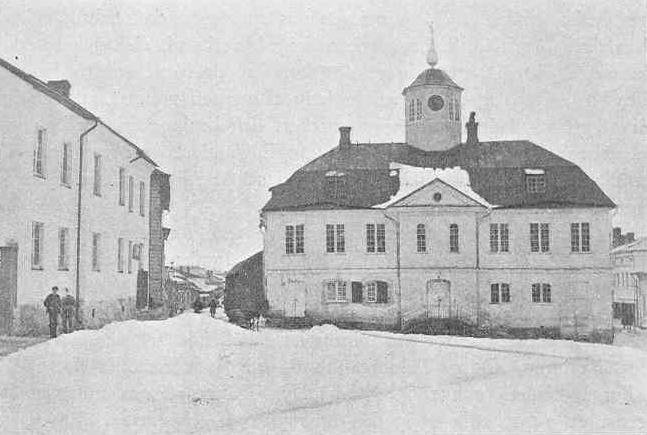
Ратуша Порвоо в 1900 году

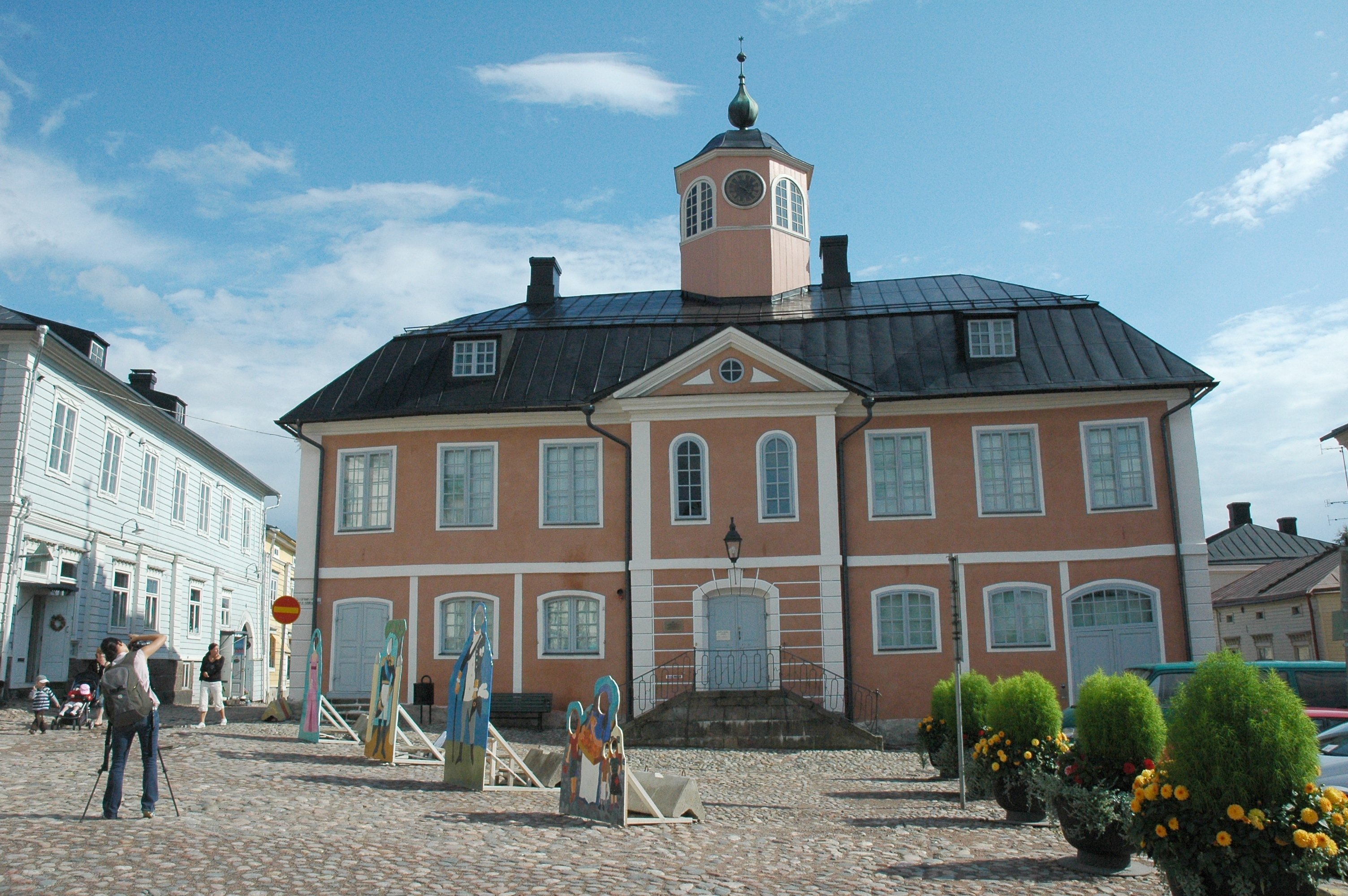
Ратуша Порвоо в настоящее время

Старая ратуша Порвоо (фин. Porvoon raatihuone, швед. Borgå rådhus) — одно из главных зданий в Старом городе Порвоо, одна из старейших ратуш Финляндии.
Ратуша была построена в 1762—1764 годах. Башня появилась позже, в 1771 году. Землю под строительство ратуши выделил ратман Ралинг, именем которого назван примыкающий к углу здания узкий переулок.
В старой ратуше некогда располагались городское правление, магистрат, городской совет и суд. Весной 1809 года, во время Боргоского сейма, на втором этаже заседали представители дворянства и буржуазии.
Со временем ратуша сильно обветшала; в частности, стал заметен перекос лестницы наверху. Однако Городская музейная ассоциация отремонтировала здание с приспособлением под в музей, открытый в 1896 году. В ратуше представлены картины известных финских художников — Альберта Эдельфельта и Йохана Кнутсона, а также другие произведения искусства. На третьем этаже представлена экспозиция, рассказывающая о жизни дворянства в Порвоо.